# Stumphuvudspindel
Stumphuvudspindel (Walckenaeria unicornis) är en spindelart som beskrevs av O. Pickard-Cambridge 1861. Stumphuvudspindel ingår i släktet Walckenaeria och familjen täckvävarspindlar. Arten är reproducerande i Sverige. Inga underarter finns listade i Catalogue of Life.